# 塔格·埃兰德
塔格·埃兰德（瑞典語：Tage Erlander，發音：[ˈtɑ̂ːgɛ ɛˈɭǎnːdɛr] ⓘ；1901年6月13日—1985年6月21日），瑞典政治人物，曾担任瑞典社会民主工人党领导人。1946年至1969年担任瑞典首相，为瑞典任职时间最长的首相。

## 生平
塔格·埃兰德生于韦姆兰省。1928年毕业于隆德大学。1944年，担任瑞典不管部大臣。1945年，担任教育部长。1956年匈牙利革命期间，塔格·埃兰德作为首相称这次革命证明了“独裁制度，无论它表现得多么强大，可以多么有效地组织对其公民进行监控和镇压，在它的内部还是蕴藏着自我毁灭的种子。”:90